# Muco-Inositol
Le muco-inositol est un composé chimique de formule C6H12O6 ; c'est l'un des stéréoisomères naturels de l'inositol.